# 神戸商業講習所

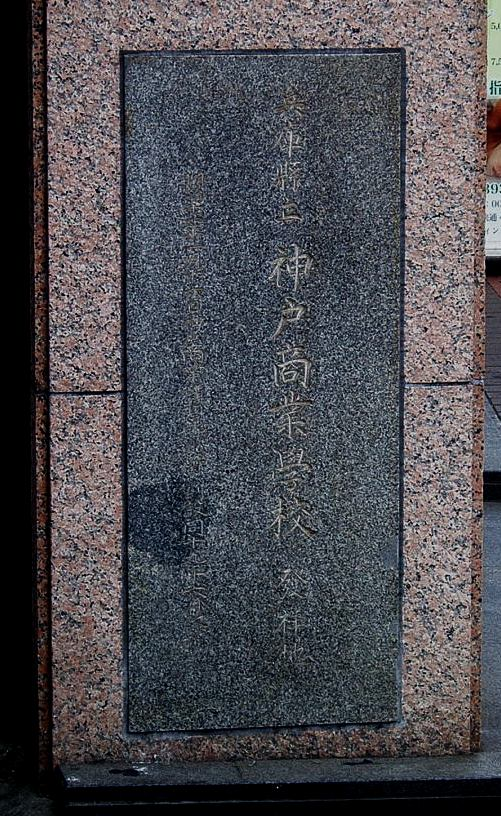
神戸商業講習所の設立時の所在地を示す「兵庫県立神戸商業学校発祥地」の碑（神戸市中央区北長狭通4丁目）

神戸商業講習所（こうべしょうぎょうこうしゅうじょ）は、1878年（明治11年）1月、兵庫県と福沢諭吉（慶應義塾）により、神戸区（現在の神戸市）に設立された国内2番目の商業講習所（商業教育機関）である。日本最初の官立商業講習所。1886年（明治19年）1月、兵庫県立神戸商業学校（現在の兵庫県立神戸商業高等学校の前身）に改組されるまで存続した。その後、現在の神戸大学、兵庫県立大学神戸商科系の設立の嚆矢ともなった。

## 沿革
神戸の地で商業・貿易に従事する人材を育成する学校の構想を進めていた兵庫県令・森岡昌純は、西南戦争後、県勧業課長で旧福沢諭吉門下の牛場卓蔵を通じ福沢に接近、1877年（明治10年）11月、福沢との会談にこぎつけた。この会談で森岡県令は福沢から協力を得ることに成功し、商業講習所の設立を文部省に申請した。1878年（明治11年）1月26日に開所式が執り行われた。
設立にあたって森岡県令は福沢に一切の教務・事務を委任、慶應義塾から派遣された支配人（校長）および教師2名その他一切を引き受けるとともに校費の200円は県税より支出することとした（教員は校長を含め当初3名であったが後に増員された）。商業講習所としては、1875年（明治8年）の「（東京）商法講習所」（旧制東京商科大学 - 一橋大学の前身）に続く設立であり、2年後の1880年（明治13年）には(当初私学、後に府立、市立）大阪商業講習所（旧制大阪商科大学 - 大阪市立大学の前身）の設立が続いた。
支配人には元中津藩士で慶應義塾出身の甲斐織衛が就任。翌1878年（明治11年）1月16日に開校した2年制の「兵庫県商業講習所」には14歳以上の生徒19名が入学し、4人がけの長机を置いた畳敷きの教室で複式簿記や物産知識を学んだ。同年のうちに神戸商業講習所と改称することになったが、その特徴は、先行の商法講習所がもっぱら英語により教育を行っていたのに対し、神戸では福沢の門弟である簿記教師の藤井清により、『帳合之法』『銀行簿記精法』など和書による教育が行われていた点にある。また1882年日本の商業学校として初めて中国語科を設置し中国語教育を開始した点も特筆すべきことである。他に神戸新報（慶応義塾系新聞:1885年（明治18年）神戸又新日報に吸収された。）を1880年（明治13年）に主筆（兵神交詢社会員、神戸商法講習所所長）として創刊に関わった箕浦勝人などが参加している。
県令の全面的なバックアップの約束にもかかわらず、開校後、兵庫県会が「西欧人や銀行・会社の提灯持ちをするような学問には金を出さなくてもよい」として予算削減を決議したため財政難に陥った講習所は農商務省からの補助金の下付を受けることになった。そして1883年（明治16年）には農商務省、2年後の1885年（明治18年）には文部省に移管されるなど、運営主体が頻繁に交替して苦難の道を余儀なくさせられた。結局1886年（明治19年）1月、講習所は再び兵庫県に移管、第1種商業学校に改編され県立神戸商業学校と改称した。
なお、兵庫県立神戸商業高校は神戸商業講習所の後身である点をもって「日本最古の商業高校」としている。

## 校地の変遷と継承
創立当初の所在地は（のち生田区となった）北長狭通4丁目40番地（現在の中央区・JR元町駅北側）にあった福沢の知人関戸由義の屋敷であったが、1879年（明治12年）には元町通3丁目、次いで1883年（明治16年）9月には神戸下山手に移転した。現在、発祥の地には記念碑（画像参照）が建立されている。また、創立当初から兵庫商人の古い歴史を誇る兵庫津（ひょうごのつ）の生田裔神八社の一つである七宮神社境内に夜間部（支店）が設置された。

## 著名な出身者
- 水島銕也 - 3回生[12]。高等商業学校卒。東京高商初代専攻部主事、府立大阪商業学校校長心得などを経て、神戸高等商業学校設立に関与し初代校長となる。
- 村瀬春雄 - 5回生。東京高等商業学校、ベルギーのアントワープ高等商業学校卒業。海上保険学の祖とされ、東京高等商業学校教授や帝国海上副社長を歴任[12]。
- 範多龍太郎 - 県立神戸商業学校中退[13]。後に留学しグラスゴー大学卒。イギリス人実業家E・H・ハンターの子で「範多商会」を経営。